# Arcangeloscia curvitelson
Arcangeloscia curvitelson is een pissebed uit de familie Philosciidae. De wetenschappelijke naam van de soort is voor het eerst geldig gepubliceerd in 1983 door Ferrara & Schmalfuss.